# Еулогія Ечаурен
Еулогія Ечаурен Гарсія-Гуїдобро (1830–27 квітня 1887) — перша леді Чилі і дружина президента Федеріко Ерразуріза Заньярту.
Народилася в Сантьяго, дочка Хосе Грегоріо де-Ечауррена і Еррери та Хуани Гарсія-Гуїдобро і Альдунате. Також вона була матір'ю президента Федеріко Ерразуріза Ехауррена та Марії Ерразуріз Ехауррен.